# Mikyx
 (novembre 2024).
 (novembre 2024).
Si vous disposez d'ouvrages ou d'articles de référence ou si vous connaissez des sites web de qualité traitant du thème abordé ici, merci de compléter l'article en donnant les références utiles à sa vérifiabilité et en les liant à la section « Notes et références ».
 (novembre 2024).
- Si vous ne connaissez pas le sujet, laissez ce bandeau (vous pouvez alors contacter les auteurs).
- Si vous supprimez le contenu mis en cause (vous pouvez préalablement contacter les auteurs),

argumentez précisément cette suppression dans la page de discussion
(un manque de référence n'est pas un argument ; une recherche réelle de référence doit avoir été effectuée, être formellement documentée).
Mihael Mehle, plus connu sous le pseudonyme de Mikyx, est un joueur professionnel slovène de League of Legends évoluant au poste de Support pour l'équipe Fnatic. Il est notamment devenu le second Support après Bora « YellOwStaR » Kim à obtenir le titre de meilleur joueur de LEC en 2023. En 2019, en compagnie de ses coéquipiers de G2, il marquera l'histoire de la scène européenne de LoL en remportant un titre de champion du MSI avec l'équipe,. En 2023, Mikyx évolue aux côtés de Rasmus « Caps » Winther, avec qui il a gagné le MSI et de Steven « Hans Sama » Liv, qui évoluait avec lui chez Misfits Gaming.

## Carrière

### Saison 2016
Après avoir joué dans de petites équipes slovènes, Mihael « Mikyx » Mehle débuta réellement sa carrière de joueur professionnel en 2016 chez Splyce (en), en EU LCS. Il évolua aux côtés de Martin « Wunder » Nordahl Hansen, Jonas « Trashy » Andersen, Chres « Sencux » Laursen et Kasper « Kobbe » Kobberup. Avec son équipe, ils parviennent à finir à la 2e position de la saison régulière, et à la 2e place des playoffs en s'inclinant face à G2 Esports. Splyce obtiendra l'opportunité d'accéder aux Worlds grâce au Regional Qualifier. Pour sa première année et son premier split en LEC, Mikyx ira aux Worlds, grâce à leur victoire face à Unicorns of Love (en) 3 à 2. Lui et son équipe s'envoleront vers San Francisco, aux États-Unis pour jouer la phase de groupe des Worlds. Malheureusement, ils ne parviendront qu'à s'emparer d'une seule victoire face à RNG.

### Saison 2017
Pour 2017, Mikyx reste chez Splyce pour une seconde saison dans l'équipe américaine. Ils finiront, sur les deux splits de l'année, à la 5e-6e position, après leur défaite face à Misfits Gaming et à G2 Esports 2-3 durant les deux phases de playoffs. Ils iront tout de même au Regional Qualifier, où ils subiront une défaite 0-3 face à H2k-Gaming.

### Saison 2018
Mihael « Mikyx » Mehle signe chez Misfits Gaming. Accompagné de son ancien coéquipier Chres « Sencux » Laursen, ils complèteront le roster composé de Barney « Alphari » Morris, de Nubar « Maxlore » Sarafian et de Steven « Hans Sama » Liv. Après une 7e position lors de la saison régulière du printemps, ils parviennent à atteindre les playoffs lors du Summer grâce à leur 5e position. Malgré une victoire 3-0 face à G2 Esports, ils s'inclineront face à Fnatic, puis face à Vitality afin de définir qui obtiendrai la 3e place des playoffs. Cette 4e position leur permet tout de même d'espérer aller aux Worlds en Corée du Sud, grâce au Regional Qualifier. Mikyx et son équipe s'inclineront face à Splyce 2 à 3.

### Saison 2019
Mikyx, pour 2019, quitte la structure américaine, Misfits, pour une équipe espagnole : G2 Esports. Il rentrera chez les samouraïs accompagné de Rasmus « Caps » Winther, jeune joueur de Fnatic ayant terminé 2e des Worlds 2018 après leur défaite face à Invictus Gaming (en) à Incheon.

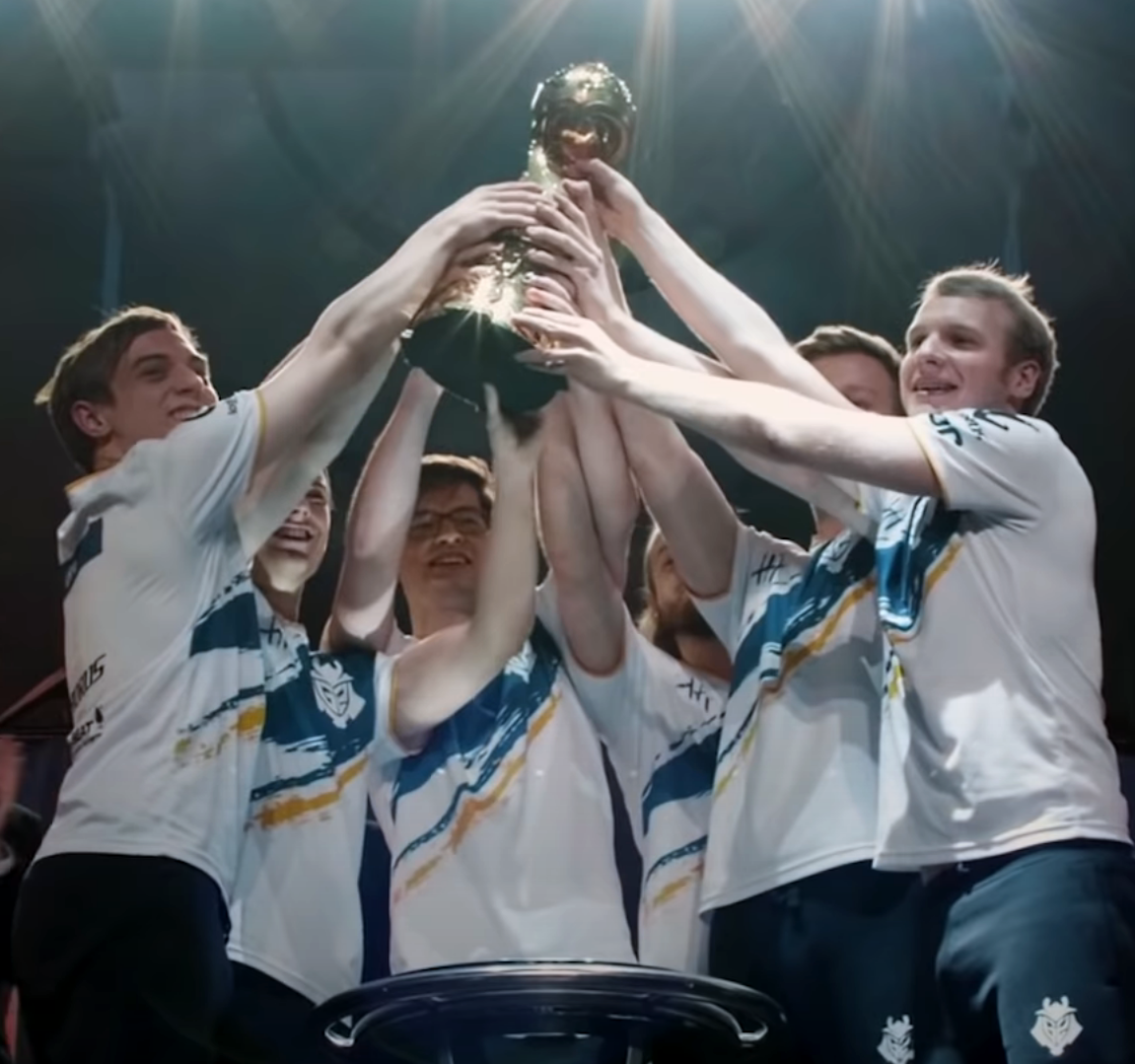
Les joueurs de G2 soulevant le trophée du Mid-Season Invitational 2019.

 Cette équipe est prometteuse, avec, en plus des deux joueurs, l'un des anciens coéquipiers de Mikyx, Martin « Wunder » Nordahl Hansen, ainsi que Marcin « Jankos » Jankowski et Luka « Perkz » Perković. Le roster est à la hauteur de ses ambitions ; ils finissent 1er de la saison régulière et 1er des playoffs, ce qui permet au joueur slovène de soulever son premier titre de champion d'Europe. Grâce à cette victoire, Mikyx et ses coéquipiers peuvent donc s'envoler vers le MSI, se tenant au Vietnam et à Taïwan. Malgré une phase de groupe achevée à 5-5 à Hanoï, G2 ira en demi-finale affronter le représentant coréen de la compétition : SKT T1. Ce Bo5 se finira par une victoire historique de la structure espagnole avec un score de 3-2 et s'avance donc vers la finale face à une autre équipe ayant remporté un match entré dans l'histoire : Team Liquid. Après une rencontre très rapide, G2 Esports et donc Mihael « Mikyx » Mehle sont sacrés champions du MSI 2019. Après leur victoire à l'international, G2 continuera son épopée avec une 1re place en saison régulière et se qualifie donc aux playoffs. L'équipe atteindra la finale, où ils affronteront Fnatic à Athènes, en Grèce. Avec un score de 3-2 en faveur de G2, Mikyx obtient son 2e titre de champion d'Europe devant le public de la Nikos Galis Olympic Indoor Hall. Ils seront également qualifiés aux Worlds, qu'ils ont eu lieu en Europe. Après un passage à Berlin, en Allemagne, où ils sortiront 2e de leur groupe à égalité avec Griffin. Ils iront ensuite au Palacio Vistalegre de Madrid, en Espagne, où Mikyx et ses coéquipiers battront DAMWON Gaming et SKT T1 3-1. Grâce à ces victoires, ils iront donc en finale des Worlds affronter FunPlus Phoenix (en) en France, à l'AccorHotels Arena de Paris. Devant plus de 20 000 personnes, Mikyx atteindra donc sa première finale de Worlds de sa carrière, mais malheureusement pour l'équipe espagnole, ils se feront battre rapidement par l'équipe concurrente chinoise,. Cela signe la fin de la saison 2019 pour Mikyx.

### Saison 2020
L'équipe très dominante l'an passé ne subira aucun changement, hormis Rasmus « Caps » Winther qui échange sa position de midlaner avec Luka « Perkz » Perković, qui était AD Carry. Mikyx et ses coéquipiers continueront donc comme en 2019, avec une 1re place en saison régulière. Ils enchaineront avec une énième victoire en playoffs, après un dominant face à Fnatic. À noter que cette fois-ci, en raison de la Covid-19, le MSI n'aura pas lieu. Cela sera plus compliqué durant la saison régulière du Summer, où ils finiront à la 3e place, mais iront tout de même en playoffs. Ces playoffs se déroulent comme à l'accoutumée, et Mikyx et G2 obtiendront un nouveau titre de champion d'Europe. Malgré la crise sanitaire, les Worlds auront bel et bien lieu ; ils se tiendront à Shanghaï, en Chine. Après une phase de groupe où ils finiront à la 2e position, derrière l'équipe chinoise Suning, ils parviendront à avancer jusqu'en demi-finale, grâce à leur victoire face à Gen.G 3-0. Ils se retrouvent alors à affronter DAMWON Gaming, contre qui ils devront s'incliner 1 à 3. Cela conclu la saison 2020 du support slovène.

### Saison 2021
Pour 2021, un changement majeur est à notifier. Luka « Perkz » Perković, joueur emblématique de G2 Esports, quitte la structure et laisse sa place à Martin « Rekkles » Larsson,, qui rejoint donc Mikyx sur la botlane. Malgré une très bonne saison régulière, où ils terminent à la 1re position, ils s'inclineront durant les playoffs face à Rogue. Le segment d'été suivra le même chemin, avec une 2e place en saison régulière, et une 4e place aux playoffs après leur defaite face à Fnatic. Cette défaite est douloureuse pour Mikyx et G2, car elle leur enlève leur seule chance d'aller aux Worlds. La saison de Mikyx s'arrête donc là-dessus.

### Saison 2022
En 2022, Mihael « Mikyx » Mehle quittera la structure espagnole pour une équipe britannique : Excel Esports (en). Accompagné de Finn « Finn » Wiestål, Mark « Markoon » van Woensel, Erlend « Nukeduck » Våtevik Holm et Patrik « Patrik » Jírů, ils obtiendront, pour la première fois de l'histoire de l'équipe, une place aux playoffs grâce à leur 5e position en saison régulière. Ils se feront cependant stopper par Vitality dès le premier Bo5 et obtiendront la 6e place des playoffs. Rebelote pour le Summer Split, où ils finiront à la 6e place de la saison régulière, malgré un début de split très convaincant, et à la 6e position durant les playoffs, après leur défaite face à Fnatic. Cela signe la fin de la saison 2022 de Mikyx.

### Saison 2023
2023 est synonyme de retour pour Mikyx. En effet, il retourne chez G2 Esports, où il y retrouvera Rasmus « Caps » Winther et Steven « Hans Sama » Liv, avec qui il avait joué chez Misfits en 2018. L'équipe est complétée par Sergen « BrokenBlade » Çelik et Martin « Yike » Sundelin. Un nouveau format pour la LEC est mis en place pour 2023, avec trois splits par an au lieu de deux. Cela ne changera pas grand chose pour l'équipe qui obtiendra, durant cette saison régulière allégée, une 4e position, mais surtout un nouveau titre après leur victoire face à MAD Lions 3-0. Ils sont donc automatiquement qualifiés au MSI 2023 dès le mois de Février. Le segment de printemps arrive et G2 obtiendra la 3e place de la saison régulière, et une 4e place en playoffs, après s'être inclinés face à MAD Lions. Grâce à leur victoire durant le Winter Split, G2 va à Londres, au Royaume-Uni, pour disputer le MSI. Ils seront tout d'abord en play-ins, où ils affrontent durant des Bo3 l'équipe brésilienne LOUD, ainsi que la représentante taïwanaise PSG Talon, contre qui ils gagneront 2-0,. Place maintenant au bracket stage, où G2 et Mikyx affrontent le vainqueur de la LCK : Gen.G. Malheureusement pour l'équipe européenne, ils s'inclineront 1-3 et descendront en loser's bracket, où ils y trouvent MAD Lions. Après un 3-0 rapide, G2 affronte l'équipe chinoise Bilibili Gaming (en), contre qui ils s'inclineront 1 à 3. Mikyx et ses coéquipiers finissent donc à la 5e-6e place de la compétition. G2 reviendra de cette compétition internationale avec des idées en tête, notamment une combinaison Kog'Maw - Braum avec Steven « Hans Sama » Liv qui fera des ravages dans la ligue et leur permettra de finir à la 1re place de la saison régulière. Ils suivront cette même lancée et finiront 1er des playoffs après leur victoire 3-0 face à Excel Esports (en). Cela va donc valider la place de G2 en finale des LEC Season Finals, qui aura lieu à la Sud de France Arena, à Montpellier, en France. Devant plus de 14 000 personnes, G2 et Mihael « Mikyx » Mehle soulèveront le titre de champion d'Europe, et, exclusivement pour le support slovène, le titre de MVP of the Year, qui fait donc de Mikyx le seconde support de l'histoire de la LEC à recevoir cette récompense, après Bora « YellOwStaR » Kim. Ils sont également qualifiés à la phase de système suisse des Worlds, qui aura lieu cette année à la KBS Arena de Séoul en Corée du Sud. La compétition débutera avec deux victoires très disputées, face à l'équipe coréenne Dplus KIA et face à l'équipe chinoise Weibo Gaming (en). Ils atteindront un premier match de qualification face à Gen.G en Bo3, où ils s'inclineront 2 à 0. Ils devront jouer un second Bo3 face à NRG, mais encore une fois ils s'inclineront 2 à 0. Leur saison se joue durant un dernier Bo3 face à Bilibili Gaming (en). Malgré les picks atypiques de Mikyx durant la série, avec notamment Lissandra ou Bard, G2 ne parviennent pas à faire la différence, et finiront leur Worlds à la 9e-11e place.

## Récompenses
- LEC MVP of the Year 2023
- LEC 1st All-Pro Team au Spring 2019
- LEC 1st All-Pro Team au Summer 2019
- LEC 1st All-Pro Team au Spring 2020
- LEC 1st All-Pro Team au Spring 2021
- LEC 1st All-Pro Team au Summer 2021
- LEC 1st All-Pro Team au Winter 2023
- EU LCS 2nd All-Pro Team au Summer 2016
- EU LCS 3rd All-Pro Team au Spring 2018
- EU LCS 3rd All-Pro Team au Summer 2018
- LEC 3rd All-Pro Team au Summer 2020

## Résultats

### Splyce (2016 - 2017)

#### 2016
- EU LCS 2016 Summer - Saison Régulière | 2e
- EU LCS 2016 Summer - Playoffs | 2e
- EU Regional Finals 2016 | 1er
- Worlds 2016 | 13e-16e

#### 2017
- EU LCS 2017 Spring (Group B) - Saison Régulière | 3e
- EU LCS 2017 Spring - Playoffs | 5e-6e
- EU LCS 2017 Summer (Group B) - Saison Régulière | 3e
- EU LCS 2017 Summer - Playoffs | 5e-6e
- EU Regional Finals 2017 | 4e

### Misfits Gaming (2018)

#### 2018
- EU LCS 2018 Spring - Saison Régulière | 7e
- EU LCS 2018 Summer - Saison Régulière | 5e
- EU LCS 2018 Summer - Playoffs | 4e
- EU Regional Finals 2018 | 4e

### G2 Esports (2019 - 2021)

#### 2019
- LEC 2019 Spring - Saison Régulière | 1er
- LEC 2019 Spring - Playoffs | 1er
- Mid-Season Invitational 2019 | 1er
- LEC 2019 Summer - Saison Régulière | 1er
- LEC 2019 Summer - Playoffs | 1er
- Worlds 2019 | 2e

#### 2020
- LEC 2020 Spring - Saison Régulière | 1er
- LEC 2020 Spring - Playoffs | 1er
- LEC 2020 Summer - Saison Régulière | 3e
- LEC 2020 Summer - Playoffs | 1er
- Worlds 2020 | 3e-4e

#### 2021
- LEC 2021 Spring - Saison Régulière | 1er
- LEC 2021 Spring - Playoffs | 3e
- LEC 2021 Summer - Saison Régulière | 2e
- LEC 2021 Summer - Playoffs | 4e

### Excel Esports (2022)

#### 2022
- LEC 2022 Spring - Saison Régulière | 5e
- LEC 2022 Spring - Playoffs | 6e
- LEC 2022 Summer - Saison Régulière | 6e
- LEC 2022 Summer - Playoffs | 6e

### G2 Esports (2023 - )

#### 2023
- LEC 2023 Winter - Saison Régulière | 4e
- LEC 2023 Winter - Playoffs | 1er
- LEC 2023 Spring - Saison Régulière | 3e
- LEC 2023 Spring - Playoffs | 4e
- Mid-Season Invitational 2023 | 5e-6e
- LEC 2023 Summer - Saison Régulière | 1er
- LEC 2023 Summer - Playoffs | 1er
- LEC 2023 Season Finals | 1er
- Worlds 2023 | 9e-11e

#### 2024
- LEC 2024 Winter - Saison Régulière | 1er
- LEC 2024 Winter - Playoffs | 1er
- LEC 2024 Spring - Saison Régulière | 3e
- LEC 2024 Spring - Playoffs | 1er
- Mid-Season Invitational 2024 | 4e
- LEC 2024 Summer - Saison Régulière | 3e
- Esports World Cup 2024 | 3e-4e
- LEC 2024 Summer - Playoffs | 1er